# Berbérati Airport
Berbérati Airport är en flygplats i Centralafrikanska republiken. Den ligger i den sydvästra delen av landet, 300 km väster om huvudstaden Bangui. Berbérati Airport ligger 587 meter över havet.
Terrängen runt Berbérati Airport är huvudsakligen platt. Berbérati Airport ligger uppe på en höjd. Närmaste större samhälle är Berbérati, 4,4 km norr om Berbérati Airport. 
I omgivningarna runt Berbérati Airport växer huvudsakligen savannskog. Runt Berbérati Airport är det glesbefolkat, med 18 invånare per kvadratkilometer.